# Kenneth Koma

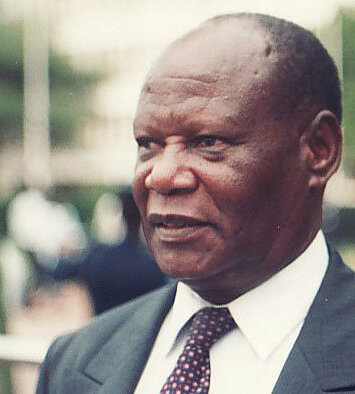
Koma (Ende der 1970er/Anfang der 1980er Jahre)

Gaobamong Kenneth Shololo Koma (* 1924 in Mahalapye, Betschuanaland, heute: Botswana; † 2007) war ein botswanischer Politiker der Botswana National Front (BNF).

## Leben
Koma begann seine politische Laufbahn Anfang der 1950er Jahre während der Bamangwato-Krise, als er und eine Gruppe junger, gut ausgebildeter Männer aktive Unterstützer des im Londoner Exil lebenden Seretse Khama gegen dessen Onkel Tshekedi Khama wurden. Während der 1950er und frühen 1960er Jahre verbrachte er die meiste Zeit in Südafrika, Großbritannien, der Tschechoslowakei sowie der Sowjetunion. Während seines Auslandsaufenthalts absolvierte er ein Studium der Rechtswissenschaften und erwarb einen Doktor der Rechte in der Sowjetunion. Er war Sekretär der Vereinigung der afrikanischen Studenten in der Tschechoslowakei und heiratete während seines dortigen Aufenthalts eine Tschechin. 1965 kehrte er in das damalige britische Protektorat Betschuanaland zurück, wo er am 1. März 1965 einen überwältigen Sieg der von Seretse Khama gegründeten Botswana Democratic Party (BDP) erlebte, die mit 113.167 Stimmen (80,4 Prozent) 28 der 31 Sitze in der Nationalversammlung erhielt. 
Verärgert über dieses Ergebnis hielt Koma zwischen April und Oktober 1965 eine Reihe von Treffen in Mochudi ab, bei denen er versuchte, eine Koalition von Anti-BDP-Gruppen zu bilden. Aus diesen Treffen entstand schließlich die Botswana National Front (BNF). Koma, Befürworter eines Wissenschaftlichen Sozialismus, versuchte in der Folgezeit, ein breites Spektrum von Botswanern zu vereinigen. Bei den Wahlen vom 18. Oktober 1969 gewann die BNF mit 10.410 Stimmen (13,5 Prozent) immerhin drei der 31 Parlamentssitze, wenngleich Koma aufgrund der parteiinternen Rivalität mit dem Oberhäuptling der Bangwaketse Bathoen II. den Einzug in die Nationalversammlung verpasste. Bei den Wahlen vom 26. Oktober 1974, bei denen die BNF 7.358 Stimmen (11,5 Prozent) und zwei Mandate erhielt, sowie den Wahlen vom 20. Oktober 1979, bei den die BNF 17.480 Stimmen (13 Prozent) und ebenfalls zwei Mandate gewann, gehörte er ebenfalls nicht zu den gewählten Kandidaten seiner Partei.
Erst bei den Wahlen vom 28. September 1984, bei denen die BNF 46.550 Stimmen (20,4 Prozent) und vier der 38 Sitze gewann, wurde Koma erstmals zum Mitglied der Nationalversammlung gewählt und vertrat in dieser bis 2004 den Wahlkreis Gaborone South. Bei den Wahlen vom 7. Oktober 1989 erhielt die BNF 67.513 Stimmen (26,95 Prozent) und drei der 38 Sitze, sowie bei den Wahlen vom 15. Oktober 1994 sogar 104.435 Stimmen (36,9 Prozent) und 13 der nunmehr 44 Sitze in der Nationalversammlung. In den 1990er Jahren veränderte er die Ausrichtung der Partei in Richtung Sozialdemokratie. 1998 kam es zu einer Spaltung der BNF, um die Absetzung Komas als Parteivorsitzenden zu erreichen. Er entließ darauf die rebellierende Faktion, die fortan als Botswana Congress Party firmierte, und konnte seine Position nach einem Urteil des Obergerichts (High Court) behalten. Bei den Wahlen vom 16. Oktober 1999 blieb die nunmehr geschwächte BNF gleichwohl stärkste Oppositionspartei und gewann mit 87.457 Stimmen (25,95 Prozent) noch sechs der 44 Sitze.
2000 kündigte Koma seinen Rücktritt als Vorsitzender der Botswana National Front an und nominierte seinen bisherigen Stellvertreter Peter Woto zu seinem Nachfolger. Allerdings konnte sich bei dem darauf folgenden Parteitag Outsweletse Moupo gegen Peter Woto durchsetzen und wurde damit als Nachfolgers Komas zum Vorsitzenden der BNF gewählt. Daraufhin gründeten Koma, Woto und andere enttäusche BNF-Mitglieder die National Democratic Front (NDF). Aufgrund seiner angegriffenen Gesundheit zog er sich nach seinem Ausscheiden aus der Nationalversammlung 2004 jedoch weitgehend aus dem politischen Leben zurück.
Er war ein Cousin der Politikerin Mable Pinnie Mpa sowie des langjährigen Mitglieds der Nationalversammlung Gaolese Kent Koma, die beide miteinander verheiratet waren.